# 제3회 미국 배우 조합상
제3회 미국 배우 조합상은 1996년 뛰어난 활동을 보인 영화 배우를 기리기 위해 1997년 2월에 열린 시상식이다. LA, Shrine Exposition Center에서 개최되었다.

## 수상 및 후보

### 영화부문 앙상블상
- 버드케이지 - 로빈 윌리엄스 외 6인 수상
- 잉글리쉬 페이션트 - 랄프 파인즈
- 마빈의 방 - 메릴 스트립 외 7인
- 샤인 - 아민 뮬러-스탈 외 5인
- 슬링 블레이드 - 빌리 밥 손튼

### 영화부문 여우주연상
- 파고 - 프란시스 맥도맨드 수상
- 잉글리쉬 페이션트 - 크리스틴 스콧 토마스
- 마빈의 방 - 다이안 키튼
- 비밀과 거짓말 - 브렌다 블레신
- 스타를 벗겨라 - 제나 로우랜즈

### 영화부문 남우주연상
- 샤인 - 제프리 러쉬 수상
- 잉글리쉬 페이션트 - 랄프 파인즈
- 제리 맥과이어 - 톰 크루즈
- 래리 플린트 - 우디 해럴슨
- 슬링 블레이드 - 빌리 밥 손튼

### 영화부문 여우조연상
- 로즈 앤 그레고리 - 로렌 바콜 수상
- 잉글리쉬 페이션트 - 줄리엣 비노쉬
- 제리 맥과이어 - 르네 젤위거
- 마빈의 방 - 그웬 버든
- 스타를 벗겨라 - 마리사 토메이

### 영화부문 남우조연상
- 제리 맥과이어 - 쿠바 구딩 쥬니어 수상
- 버드케이지 - 행크 아자리아
- 버드케이지 - 네이슨 레인
- 파고 - 윌리암 H. 머시
- 샤인 - 노아 테일러

### TV드라마부문 앙상블연기상
- ER - 셔리 스트링필드 외 7인 수상
- Chicago Hope - 크리스틴 라티 외 10인
- 법과 질서 - 성범죄 수사대 - 제리 오바치 외 6인
- 뉴욕경찰 24시 - 데니스 프랜즈 외 8인
- X 파일 - 미래와의 전쟁 - 질리언 앤더슨

### TV드라마부문연기상(여자)
- X 파일 - 미래와의 전쟁 - 질리언 앤더슨 수상
- Chicago Hope - 크리스틴 라티
- 닥터 퀸 - 하트 위딘 - 제인 세이모어
- 뉴욕경찰 24시 - 킴 딜레이니
- Touched by an Angel - 델라 리스

### TV드라마부문연기상(남자)
- 뉴욕경찰 24시 - 데니스 프랜즈 수상
- ER - 조지 클루니
- ER - 안소니 에드워즈
- 뉴욕경찰 24시 - 지미 스미츠
- X 파일 - 미래와의 전쟁 - 데이비드 듀코브니

### 코미디부문 앙상블연기상
- 사인필드 - 마이클 리처즈 수상
- 솔로몬 가족은 외계인 - 존 리스고 외 4인
- 프레이저 - 켈시 그래머 외 5인
- 결혼 이야기 - 헬렌 헌트 외 4인
- Remember WENN - 존 베드포드 로이드 외 10인

### 코미디부문연기상(여자)
- 사인필드 - 줄리아 루이스 드레이퍼스 수상
- 솔로몬 가족은 외계인 - 크리스틴 존스톤
- 시빌 - 크리스틴 바란스키
- Ellen - 엘런 드제너러스
- 결혼 이야기 - 헬렌 헌트

### 코미디부문연기상(남자)
- 솔로몬 가족은 외계인 - 존 리스고 수상
- 프레이저 - 켈시 그래머
- 프레이저 - 데이빗 하이드 피어스
- 사인필드 - 제이슨 알렉산더
- 사인필드 - 마이클 리처즈

### TV영화/미니시리즈부문 연기상(여자)
- 라스트 쉬프트(영어판) - 케시 베이츠 수상
- 돈 크라이 마미 - 지나 말론
- Homecoming - 앤 밴크로프트
- The Road to Galveston - 시셀리 타이슨
- 사랑의 가족 - 스톡카드 채닝

### TV영화/미니시리즈부문 연기상(남자)
- 라스푸친 - 앨런 릭먼 수상
- 고티 - 아맨드 아상테
- Hidden in America - 보 브리지스
- The Man Who Captured Eichmann - 로버트 듀발
- Riders of the Purple Sage - 에드 해리스

### 공로상
- 안젤라 랜즈베리 수상